# オズの世界
『オズの世界』（オズのせかい）は、小森陽一による日本の長編小説。文庫書下ろしにて集英社文庫より2015年11月20日に刊行された。熊本県荒尾市の遊園地「グリーンランド」をモデルに、地方の遊園地に配属された新人社員が同僚や利用客との交流を通じて成長する物語を描く。
かつて「グリーンランド」に勤務した知人が酒席で語った地方遊園地の舞台裏のエピソードから着想、『海猿』シリーズなどを手掛けた小森初の女性を主人公とした本作は女優の波瑠をイメージして執筆され、主人公の名前「波平久瑠美」にも「波」「瑠」の2文字が用いられている。
2017年に『ふしぎの国の波平さん』（ふしぎのくにのなみへーさん）と題して畑優以により漫画化、さらに『オズランド 笑顔の魔法おしえます。』（オズランド えがおのまほうおしえます）として波瑠主演により映画化。

## あらすじ
一流ホテルチェーンに就職した久瑠美は、グループ傘下の九州にある遊園地に配属される。もともとテーマパークに憧れを抱いていた久瑠美は夢とのギャップに仕事に気が進まず不満だらけだったが、そこで「魔法使い」と呼ばれている天才社員、小塚慶彦と出会う。不慣れな地で遊園地を盛り上げるために奮闘していく久瑠美は、次第にやりがいを感じていくがその先には更なる試練が待ち受けていた。

## 登場人物
波平 久瑠美(なみひら くるみ)
演-波瑠
22歳。TSW(株式会社東洋スーパーワンダーランド)遊園地事業部企画課 社員。大学生の時に、東京ディズニーランドでガイドキャストのアルバイトをしていたが、新卒採用には不合格。のちに、ホテルロワイヤルから内定を得て、テーマパークでのアルバイト経験を買われ、入社と同時にホテルロワイヤルの提携先であるTSWへ出向を命じられる。
小塚 慶彦(おずか よしひこ)
演-西島秀俊
30歳。TSW遊園地事業部企画課 係長。久瑠美の上司。TSWの集客率を上げ、企画を次々と成功させてことから「魔法使い」と呼ばれている。
玉地 弥生(たまち やよい)
演-橋本愛
27歳。TSW遊園地事業部宣伝課。久瑠美の先輩。
上園 龍(うえぞの りゅう)
演-深水元基
26歳。TSW遊園地事業部企画課 社員。久瑠美の先輩。

## 書籍情報
- 小森陽一『オズの世界』集英社文庫 ISBN 978-4087453867（2015年11月20日）

## 漫画
『ふしぎの国の波平さん』（ふしぎのくにのなみへーさん）と題して畑優以により漫画化され、『週刊ヤングジャンプ』（集英社）にて2017年44号（9月28日発売）から連載開始、2018年29号（6月21日発売）にて完結した。全3巻。

### 書籍情報（漫画）
- 畑優以『ふしぎの国の波平さん』 集英社（ヤングジャンプコミックス）
  1. 2018年2月19日発売、ISBN 978-4088908625
  2. 2018年10月19日発売、ISBN 978-4-08-891015-4
  3. 2018年10月19日発売、ISBN 978-4-08-891112-0

## 映画
『オズランド 笑顔の魔法おしえます。』（オズランド えがおのまほうおしえます）のタイトルで映画化され、2018年10月26日に公開された。
原作小説の主人公のイメージとなった波瑠が主演を務め、撮影は2017年8月から9月にかけて原作小説のモデルとなった熊本県荒尾市の「グリーンランド」園内を中心に同県内にて行われた。

### キャスト
- 波平久瑠美 - 波瑠
- 小塚慶彦 - 西島秀俊
- 吉村豪太郎 - 岡山天音
- 上園龍 - 深水元基
- 沼田孝臣 - 戸田昌宏
- 美月 - 朝倉えりか
- 北野 - 久保酎吉
- 森島 - コング桑田
- 小西俊郎 - 中村倫也
- 南原カツヨ - 濱田マリ
- 玉地弥生 - 橋本愛
- 宮川肇 - 柄本明

### スタッフ
- 原作 - 小森陽一『オズの世界』（集英社文庫刊）
- 監督 - 波多野貴文
- 脚本 - 吉田恵里香
- 音楽 - 白石めぐみ
- 主題歌 - Dream Ami「Wonderland」（rhythm zone）
- 挿入歌 - 神様、僕は気づいてしまった「ストレイシープ」「匿名」（WARNER MUSIC JAPAN）
- 製作指揮 - 加太孝明、志賀司
- 製作 - 齋藤力、志賀玲子、勝股英夫、森広貴、吉崎圭一、小野田丈士、小西啓介、木下暢起、板東浩二、臼井龍至、松井智
- エグゼクティブプロデューサー - 安藤親広
- プロデューサー - 長谷川晴彦
- アソシエイトプロデューサー - 関根健晴
- ラインプロデューサー - 小柳智則
- 撮影 - 小松高志（J.S.C.）
- Bカメラ - 大嶋良教
- 照明 - 蒔苗友一郎
- 録音 - 湯脇房雄
- 編集 - 穂垣順之助（J.S.C.）
- 美術 - 平井淳郎
- 装飾 - 篠田公史
- 衣装 - 森口誠治
- ヘアメイク - 会川敦子
- ヘアメイク（波瑠） - 山本ゆかり
- スクリプター - 目黒亜希子
- VFXスーパーバイザー - 朝倉怜
- 選曲 - 藤村義孝
- 音響効果 - 大河原将
- キャスティング - 吉川威史
- 助監督 - 守下敏行
- 制作担当 - 天野佑亮
- 配給 - HIGH BROW CINEMA、ファントム・フィルム
- 幹事・企画・制作プロダクション - ROBOT
- 製作 - 映画「オズランド」製作委員会（ROBOT、セレモニー、エイベックス・ピクチャーズ、LDH JAPAN、電通、ホリ・エージェンシー、ファントム・フィルム、集英社、ひかりTV、QT INC.、ハピネット）

### 関連商品
サウンドトラック
- 白石めぐみ『映画「オズランド 笑顔の魔法おしえます。」オリジナル・サウンドトラック』（2018年10月24日、バップ、VPCD-86218）